# قطعنامه ۲۰۲۴ شورای امنیت
قطعنامه  ۲۰۲۴ شورای امنیت سازمان ملل متحد که در تاریخ ۱۴ دسامبر ۲۰۱۱ تصویب شد، سندی بین‌المللی دربارهٔ گزارش دبیر کل سازمان ملل درباره سودان است. این قطعنامه طی نشست ۶۶۸۳ام با ۰ رای موافق، ۰ مخالف و ۰ ممتنع تصویب شد.